# Jesús Gil Manzano
Jesús Gil Manzano (ur. 4 lutego 1984 w Don Benito) – hiszpański sędzia piłkarski. Od 2014 roku sędzia międzynarodowy.
Gil Manzano znalazł się na liście sędziów Ligi Narodów UEFA 2018/19, 2020/21, 2022/23 i Copa America 2021.

## Sędziowane mecze Ligi Narodów UEFA 2018/19[2]
| Mecz             | Data       | Miejsce                          | Grupa              | Wynik | Żółta kartka | Czerwona kartka |
| ---------------- | ---------- | -------------------------------- | ------------------ | ----- | ------------ | --------------- |
| Szwecja – Turcja | 10.09.2018 | Friends Arena, Solna (Sztokholm) | Dywizja B, Grupa 2 | 2:3   | 0            | 0               |

## Sędziowane mecze Ligi Narodów UEFA 2020/21[2][3]
| Mecz              | Data       | Miejsce                       | Grupa              | Wynik | Żółta kartka | Czerwona kartka |
| ----------------- | ---------- | ----------------------------- | ------------------ | ----- | ------------ | --------------- |
| Anglia – Dania    | 14.10.2020 | Wembley Stadium, Londyn       | Dywizja A, Grupa 2 | 0:1   | 5            | 2               |
| Walia – Finlandia | 18.11.2020 | Cardiff City Stadium, Cardiff | Dywizja B, Grupa 4 | 3:1   | 1            | 1               |

## Sędziowane mecze Copa América 2021[4]
| Mecz               | Data       | Miejsce                                  | Runda        | Wynik       | Żółta kartka | Czerwona kartka |
| ------------------ | ---------- | ---------------------------------------- | ------------ | ----------- | ------------ | --------------- |
| Chile – Boliwia    | 18.06.2021 | Arena Pantanal, Cuiaba                   | Faza grupowa | 1:0         | 3            | 0               |
| Ekwador – Peru     | 23.06.2021 | Estádio Olímpico Pedro Ludovico, Goiânia | Faza grupowa | 2:2         | 2            | 0               |
| Urugwaj – Kolumbia | 4.07.2021  | Estádio Mané Garrincha, Brasilia         | Ćwierćfinał  | 0:0 (k.2:4) | 1            | 0               |

## Sędziowane mecze Ligi Narodów UEFA 2022/23[2][3]
| Mecz              | Data       | Miejsce                        | Grupa              | Wynik | Żółta kartka | Czerwona kartka |
| ----------------- | ---------- | ------------------------------ | ------------------ | ----- | ------------ | --------------- |
| Serbia – Słowenia | 5.06.2022  | Stadion Crvena Zvezda, Belgrad | Dywizja B, Grupa 4 | 4:1   | 2            | 0               |
| Włochy – Anglia   | 23.09.2022 | San Siro, Mediolan             | Dywizja A, Grupa 3 | 1:0   | 3            | 0               |